# Kozino (obwód kurski)
Kozino (ros. Козино) – wieś (ros. село, trb. sieło) w zachodniej Rosji, centrum administracyjne sielsowietu kozińskiego w rejonie rylskim obwodu kurskiego.

## Geografia
Miejscowość położona jest 34 km od centrum administracyjnego rejonu (Rylsk), 138 km od Kurska.

## Demografia
W 2010 r. miejscowość zamieszkiwały 484 osoby.